# Tenji
|  | Per a altres significats, vegeu «Braille japonès». |

L'Emperador Tenji (天智天皇, Tenji-tennō, 626 – 672), també conegut com a 'Emperador Tenchi, va ser el 38è emperador del Japó segons l'ordre tradicional de successió. Va regnar entre el 661 i el 672. Abans de ser ascendit al tron del Crisantè, el seu nom personal (imina) era Príncep Naka-no-Ōe o Naka-no-Ōe-no Ōji.